# Krasnostawski
Krasnostawski là một huyện thuộc tỉnh Lubelskie của Ba Lan. Huyện có diện tích 1031 km². Đến ngày 1 tháng 1 năm 2011, dân số của huyện là 67357 người và mật độ 65 người/km².